# Юлбарсово
Юлбарсово, Юлбарыс (баш. Юлбарыҫ) — деревня в Хайбуллинском районе Башкортостана, входит в Самарский сельсовет.

## Географическое положение
Расстояние до:
- районного центра (Акъяр): 34 км,

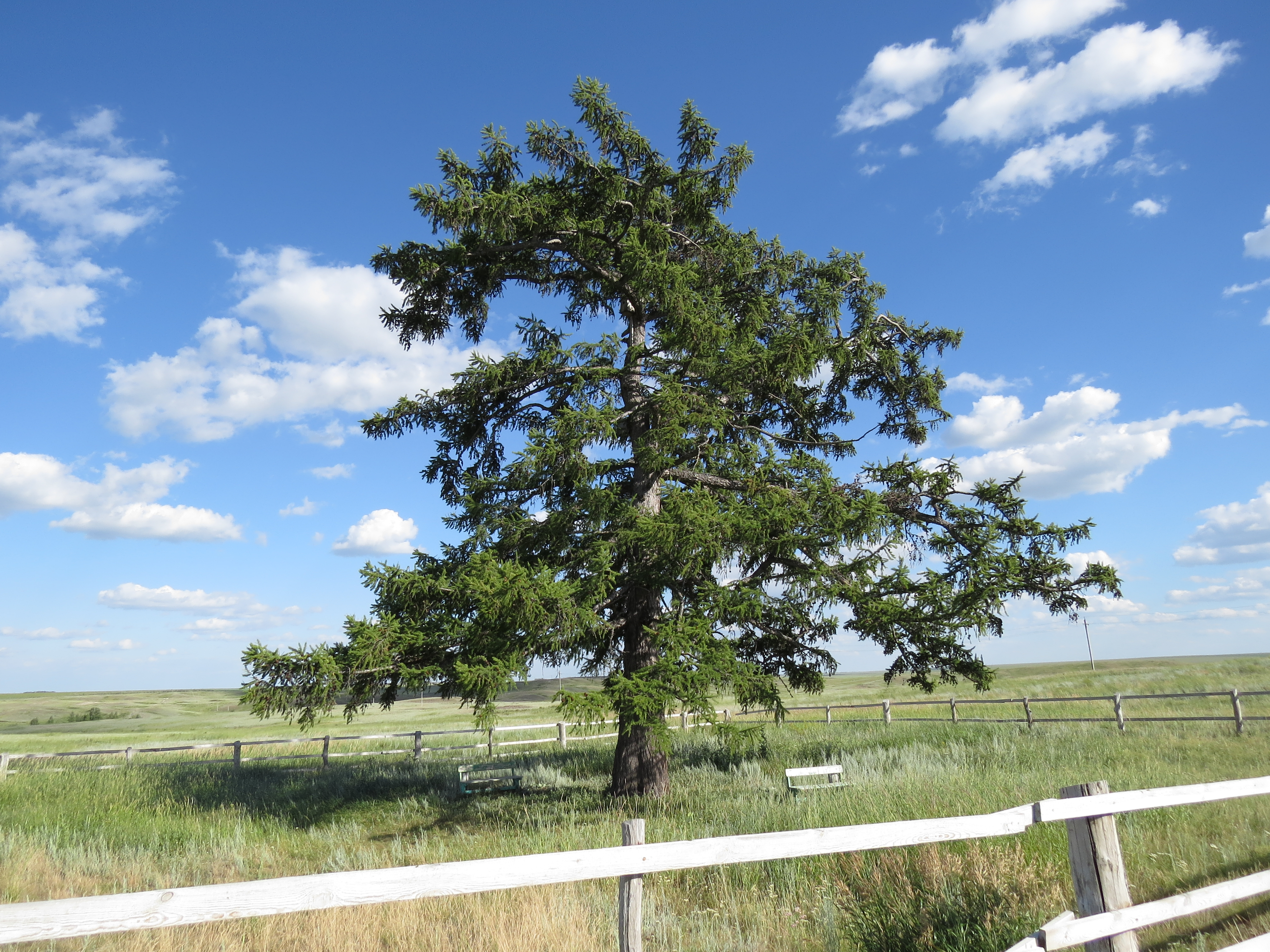
Великовозрастная лиственница у деревни Юлбарсово — памятник природы Башкортостана

- центра сельсовета (Самарское): 15 км,
- ближайшей ж/д станции (Сара): 87 км.

## История
Название восходит к личному имени Юлбарыҫ .

## Население
| 2002 | 2010 |
| ---- | ---- |
| 361  | ↘326 |

Национальный состав
Согласно переписи 2002 года, преобладающая национальность — башкиры (100 %).

## Религия
В деревне строится мечеть.